# Sebayur Jaya
Sebayur Jaya is een bestuurslaag in het regentschap Bengkulu Utara van de provincie Bengkulu, Indonesië. Sebayur Jaya telt 1265 inwoners (volkstelling 2010).